# Passiflora indecora
Passiflora indecora är en passionsblomsväxtart som beskrevs av Carl Sigismund Kunth. Passiflora indecora ingår i släktet passionsblommor, och familjen passionsblomsväxter. Inga underarter finns listade i Catalogue of Life.